# Vit stör
Vit stör (Acipenser transmontanus) är en art av släktet Acipenser som finns i Nordamerika. Med en längd på upp till 6 m är den den största nordamerikanska färskvattenfisken.

## Utseende
En avlång fisk med cylindrisk kroppsform som saknar fjäll, men med 5 rader av stora benplattor längs kroppen. Även huvudet är klätt med benplattor. Munnen är ganska liten, nedåtvänd och saknar tänder, utan används i stället för att suga upp mat. Nosen är kort, och har 4 skäggtömmar placerade långt fram. Färgen är gröngrå på ovansidan, blekt grå till vit på undersidan. Som mest kan den bli 6,1 m lång och väga 816 kg.

## Vanor
Den vita stören är vanligen anadrom, det vill säga den lever i saltvatten men vandrar upp i sötvatten för att leka; vissa delpopulationer lever dock hela livet i sjöar utan kontakt med havet. I sötvatten föredrar de vuxna fiskarna större floder med god ström, där de uppehåller sig vid eller nära bottnen, medan ungfiskarna håller till i mindre, långsammare vattendrag. De vuxna fiskarna lever i huvudsak på fisk, men fjädermygglarver ingår också i dieten. Eftersom vita störar inte har särskilt god syn, lokaliserar de bytet främst med hjälp av skäggtömmarna. Ungfiskar tar framför allt fjädermygglarver och andra vattenlevande insektslarver, men tar även musslor, maskar, kräftor och fiskrom. Arten utvecklas långsamt; hanarna blir i genomsnitt könsmogna vid 14 års ålder, honorna vid 18. Högsta konstaterade ålder är 104 år.

### Fortplantning
Den vita stören leker i strömmande vattendrag, dit de kan vandra lång väg. Leken sker under våren; under denna kan honan avge mellan 100 000 och 3 miljoner ägg, som hanen befruktar. De befruktade äggen är klibbiga och fastnar i bottenmaterialet, där de kläcks efter 8 till 15 dagar. Larverna stannar dolda i flodbädden i ytterligare 20 till 30 dagar.

## Utbredning
Arten finns i vattendrag och längs med kusten i Kanada (British Columbia) och USA (Alaska, Kalifornien, Idaho, Montana, Oregon och Washington).

## Kommersiell användning
Den vita stören är en populär matfisk som säljs både färsk, rökt och frusen. Dessutom gör man kaviar av rommen.

## Status
Arten är klassificerad som livskraftig ("LC") av IUCN, och populationen är stabil. Vissa subpopulationer, som har stängts av från havet av dammutbyggnad och liknande åtgärder, är dock hotade. I synnerhet populationerna i övre Columbiafloden vid gränsen mellan USA och Kanada samt Nechakofloden i British Columbia är strarkt hotade; båda är klassificerade som akut hotade ("CR"). Även i Kootenayfloden och Fraserfloden, också de i British Columbia, är arten hotad. Detta har lett till att arten i British Columbia är rödlistad som imperiled (näst högsta klassificeringen).